# سلطنة هرمز
سلطنة هرمز العربية المستقلة (611 هـ - 913 هـ) / (1214 - 1507) هي سلطنة قامت في منطقة هرمز التي تقع على مصب نهر ميناب الذي يسمى جون الخبر، على بعد نحو 30 ميلاً من بندر عباس الحالية، في إقليم كرمان.

## تاريخها
أرسى فيها الأسكندر المقدوني أسطوله في سنة 325 قبل الميلاد، وفي سنة 540، اشتهرت باسمها وكانت نصرانية نسطورية ومركز مطرانية اسم مطرانها جبرائيل. فتحها المسلمون في عهد «أبي موسى الأشعري» حيث وجه لها الربيع بن زياد.
وهرمز، هي سلطنة هرمز العربية التي أسسها زورن أبي زرعون، وهم عــرب أصليون تعرضوا لضغوط من حكام فارس وأجبروا على الانتقال إلى هرمز فأسسوا إمبراطورية كبيرة ووصل نفوذها إلى سلطنة عمان والإمارات وبلاد أخرى.
ولقب الزراعنة أو الزرعونـي يعود إلى أن هؤلاء كانوا يكتبون اسمهم في البداية الزرعن، وقيل أن أصلهم من العجم، ويؤكد واقع الحياة في الساحل على أن الزراعنة عرب وليسوا من العجم، ولكن قد يكون حدث اختلاط بالعجم.
واسم الزرعوني اسم عربي أصيل، أصله من كلمة (زَرَعَ)، والـ (واو) والـ (نون) لاحقة تفيد التضخيم والتفخيم والتدليل، كما هو الحال عند العرب مثل (خلدون) و (حمدون) و (بيضون) و (زيدون)، والـ (ياء) هي ياء نسبة لزرعون (زرعوني).
وقد انتشر الزراعنة في شبه الجزيرة العربية وبلاد فارس وأقاموا منطقة باسمهم في فارس اسمها (زرعون)، كما أن لهم وجود في العراق وبلاد الشام (سوريا ولبنان)، وكذلك في دولة الإمارات العربية المتحدة، وهم من السنة الأحناف على مذهب الإمام الشافعي.

## الرؤساء والعُمد

### الرؤساء
- الرئیس أبول.
- الرئیس محمد قاسم، أحفاده متواجدين في المملكة العربية السعودية ومملكة البحرين.
- الرئیس محمد رضا، أحفاده متواجدين في دولة الإمارات العربية المتحدة.

### العُمد
- العمدة حاجی علی.
- العمدة حاجی أحمد حاج علی.
- العمدة الشهيد غلام عبد الرحيم محمد قنبر جرخي والمعروف بأسد الصحراء.
- العمدة حاج عبد الرحيم خان.
- العمدة محمد احمد امین.
- العمدة محمد امین روئین‌ تن.
- العمدة حاجی میلادی.
- العمدة محمد نبی أمین.
- العمدة رمضان طائری، آخر عمدة حتى عام 1979 ميلادي، وبعد ذلك تم تأسيس مجلس للقرية.
- إبراهيم علي نقي الزرعوني (رئيس قبيلة الزرعوني الحالي)

### مجلس للقرية
مؤسس مجلس قرية «زروان أو زرعون» هو عبد الله قاضی.
أعضاء مجلس القرية:
- عبد الله قاضی (مؤسس ورئيس).
- أمان‌ الله پورأحمدی.
- نصرالله دولتخواه.
- عبد الرحيم روین تن.

## الهوامش
1. ↑  السمعاني، ج3، ص 147 - 148
2. ↑  البلاذري، فتح البلدان للبلاذري، ص 151 - 55